# Johnston, Rhode Island
Johnston är en kommun (town) i Providence County i delstaten Rhode Island, USA med cirka 28 195 invånare (2000).